# Evoluzione della specie (album)
| Recensione    | Giudizio |
| ------------- | -------- |
| Beat Magazine |          |

Evoluzione della specie è il quinto album in studio della cantautrice italiana Dolcenera. Il disco rappresenta il primo progetto discografico realizzato da Dolcenera con EMI Music Italy, dopo la fine del rapporto che l'aveva vista collaborare con la Sony Music.
L'album, che si differenzia dalla precedente produzione di Dolcenera per un più consistente uso di sonorità elettroniche, è stato originariamente pubblicato il 17 maggio 2011, sia nell'edizione standard, contenente undici brani, sia in un'edizione speciale per iTunes, che prevede l'aggiunta di una traccia bonus.
Ad anticipare l'album è stato il singolo Il sole di domenica, in rotazione radiofonica a partire dall'8 aprile 2011 e arrivato fino alla terza posizione della classifica Nielsen Music Control dei brani più trasmessi dalle emittenti italiane. Il secondo singolo estratto dall'album è stato invece L'amore è un gioco, pubblicato il 26 agosto 2011.
In occasione della partecipazione di Dolcenera al Sessantaduesimo Festival di Sanremo, il 15 febbraio 2012 è stata pubblicata una riedizione dell'album, chiamata Evoluzione della specie². La nuova edizione del disco include il brano Ci vediamo a casa, presentato in gara al Festival, e il singolo Read All About It (Tutto quello che devi sapere), realizzato con Professor Green e già pubblicato in formato digitale il 9 dicembre 2011, oltre a due brani inediti aggiuntivi. Tra questi, Un sogno di libertà è in seguito stato selezionato come quinto estratto dell'album.

## Lavorazione ed anticipazioni
Le prime anticipazioni relative a Evoluzione della specie sono state fornite dalla stessa Dolcenera circa un anno prima della pubblicazione del disco. In un'intervista rilasciata nel maggio 2010 la cantante ha infatti annunciato di essere impegnata nella scrittura dei brani che sarebbero poi diventati parte di Evoluzione della specie. Nelle stessa occasione, Dolcenera ha anche parlato delle principali fonti di ispirazione per il disco:
La registrazione del disco è avvenuta presso lo studio Jungle Sound Station di Milano, nei mesi tra il luglio 2010 e il novembre dello stesso anno. Durante tale periodo, Dolcenera ha pubblicato su YouTube, tramite il suo canale ufficiale, una serie di cinque video, con lo scopo di documentare le varie fasi di registrazione dell'album.
Il 30 novembre 2010, nell'annunciare la fine delle registrazioni del disco, Dolcenera ha dichiarato:

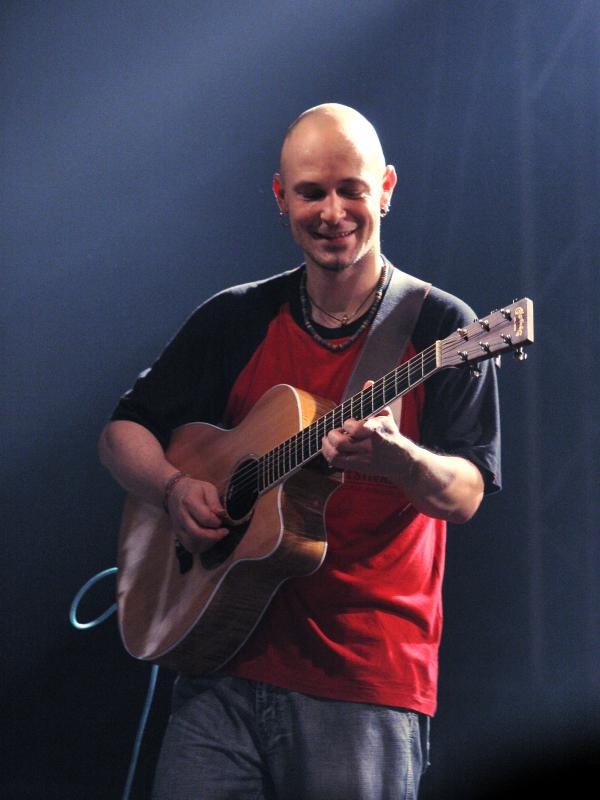
Alessandro Finazzo della Bandabardò, conosciuto come Finaz, ha partecipato al brano Il sole di domenica in veste di coautore e chitarrista.

La realizzazione del disco è avvenuta con la collaborazione di Roberto Vernetti, che ha affiancato la stessa Dolcenera nella produzione di sette canzoni del disco. I restanti brani sono prodotti dalla cantante salentina,
che risulta anche autrice dei testi e delle musiche, oltre che interprete e arrangiatrice delle canzoni stesse.
Alex Trecarichi si è occupato invece della programmazione, della registrazione e del missaggio di alcuni brani dell'album.
Tra gli artisti che hanno partecipato alla lavorazione del disco figura inoltre il nome di Finaz, cofondatore della Bandabardò, che appare come chitarrista e coautore del brano Il sole di domenica.
Il titolo dell'album è stato ufficializzato il 7 aprile 2011, con un giorno di anticipo rispetto alla pubblicazione in radio del primo singolo, Il sole di domenica. La presentazione del disco ha avuto luogo il 16 maggio 2011 presso la sede milanese della EMI Music Italy. Il giorno successivo, Evoluzione della specie è stato ufficialmente pubblicato in Italia, sia in formato digitale che su CD.

## Descrizione

### Stile musicale
Secondo quanto dichiarato dalla stessa Dolcenera, lo stile musicale del disco è stato influenzato dal diverso approccio con il quale la cantautrice ha composto i brani che lo costituiscono. Mentre la precedente produzione di Dolcenera era stata concepita prevalentemente partendo dal pianoforte, le canzoni di Evoluzione della specie sono nate sulla base dei disegni ritmici del basso e della batteria.
La decisione di adottare questo nuovo processo per la composizione dei brani è stata presa da Dolcenera dopo aver ricevuto in regalo il videogioco The Beatles: Rock Band, mediante il quale ha potuto suonare una batteria elettronica e accrescere la propria passione per lo strumento, fino a decidere di intraprenderne lo studio. La cantante ha inoltre spiegato la propria scelta affermando che «a differenza del piano, la batteria tira fuori il lato primordiale di ognuno di noi», legando tale aspetto al significato delle canzoni dell'album, nelle quali «si parla di istinto, quello che ci vuole per raccontare la propria verità, quella più intima».
Evoluzione della specie presenta perciò sonorità più internazionali rispetto agli album precedenti, avvicinandosi maggiormente al rock e alla musica elettronica. All'interno del disco figura però anche un brano unplugged, Dagli occhi di una donna, inserito in chiusura dell'album stesso.
I brani hanno inoltre subito un particolare trattamento dei suoni, avvenuto in fase di missaggio, al fine di ottenere l'effetto sonoro desiderato. In particolare, le registrazioni degli strumenti realmente suonati dai musicisti sono state trattate come campioni digitali, trasformate mediante l'aggiunta di plugin e talvolta combinate con i suoni di altri strumenti, diversi a seconda del ritmo del singolo brano.

### Tematiche
Riguardo alle tematiche fondamentali dell'album, Dolcenera ha dichiarato che Evoluzione della specie parla
In tal proposito, la cantante ha affermato di aver affrontato il tema della paura del futuro, legata anche alla crisi economica, con l'intenzione di spingere l'ascoltatore a prendere coscienza di sé e della propria personalità, a trovare il coraggio di «osare, di condividere con gli altri la propria esperienza». In un'altra intervista la cantante è tornata su questo punto, spiegandolo ulteriormente:
Il singolo di lancio del disco, Il sole di domenica, descrive il bisogno di cambiare, rischiare e mettersi in gioco, al fine di sentirsi sé stessi fino in fondo, anche a costo di compromettere gli equilibri nelle proprie relazioni personali.
Altri brani del disco sono incentrati su tematiche diverse, come le differenze di visione tra uomo e donna, tema affrontato in Evoluzione della specie "Uomo" e Dagli occhi di una donna. La traccia Nel cuore e nella mente racconta invece una storia d'amore, utilizzata come pretesto per parlare delle bellezze di Roma.

### Influenze
Secondo quanto dichiarato dalla stessa Dolcenera, l'ispirazione dell'album è tratta soprattutto da gruppi francesi come ad esempio i Phoenix, ma anche da diverse band inglesi, oltre che dagli americani MGMT e dagli australiani Empire of the Sun.
Nel disco non mancano però i riferimenti ad alcuni importanti cantautori italiani. Il brano La preghiera di Virginia è infatti ispirato a Fabrizio De André, mentre lo stile interpretativo adottato da Dolcenera in tutto l'album segue la linea introdotta da Franco Battiato, che prevede una maniera di cantare «implosiva, trattenuta, quasi come una voce narrante, a discapito del bel canto e della lagna». La canzone Nel regime delle belle apparenze contiene inoltre una citazione di Sogna ragazzo sogna di Roberto Vecchioni, i cui versi vengono ripresi nel ritornello del brano.

## Promozione

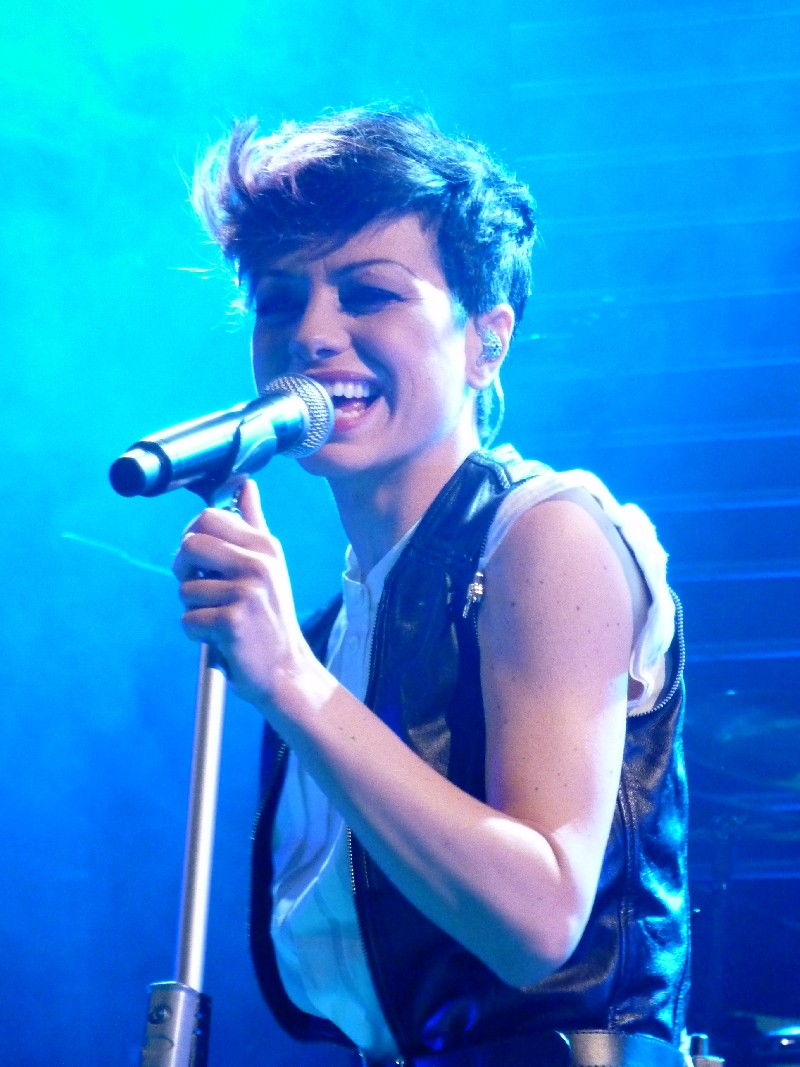
Dolcenera durante il primo concerto dellEvoluzione della specie tour, tenuto a Falcade, provincia di Belluno, il 9 giugno 2011.

Per la promozione del disco, Dolcenera è stata impegnata dapprima come ospite di trasmissioni televisive come Domenica in, Top of the Pops e Quelli che il calcio e..., durante le quali ha presentato il singolo Il sole di domenica. Il brano è stato cantante anche durante la serata dei TRL Awards 2011, che si è svolta il 20 aprile 2011 e nella quale la cantautrice salentina è stata invitata in qualità di ospite.
Nel giorno di pubblicazione del disco, Dolcenera ha inoltre iniziato da Milano una serie di showcase per la presentazione dei brani tratti da Evoluzione della specie. Il tour promozionale per l'album, intitolato proprio Evoluzione della specie tour, ha avuto inizio il 9 giugno 2011 con una data zero a Falcade.
Il secondo singolo estratto per la promozione dell'album è L'amore è un gioco, pubblicato in formato digitale e trasmesso dalle radio italiane a partire dal 26 agosto 2011. Il videoclip del brano viene realizzato in collaborazione con la rivista Playboy, che nel mese di ottobre dedica la copertina a Dolcenera.
Nel corso dell'autunno 2011, Dolcenera ha inoltre presentato l'album per mezzo di un tour teatrale, partito il 12 novembre 2011 da Vigevano, in provincia di Pavia. Durante il tour, le canzoni dell'album, insieme agli altri brani del repertorio di Dolcenera, vengono riproposte attraverso due diversi set, uno acustico ed uno elettronico.
La riedizione Evoluzione della specie² è stata invece promossa per mezzo della partecipazione al Festival di Sanremo 2012, kermesse nella quale Dolcenera ha gareggiato nella sezione Artisti, presentando il singolo Ci vediamo a casa e classificandosi sesta nella graduatoria finale. Dalla nuova versione del disco è stato estratto anche il brano Un sogno di libertà, in rotazione radiofonica a partire dall'11 maggio 2012.
Alla ripubblicazione è seguita una nuova serie di concerti. Intitolata Ci vediamo in tour, si è trattato dell'ottava tournée di Dolcenera, partita l'8 aprile 2012 da Bellaria-Igea Marina, per poi toccare alcuni club come i Magazzini Generali di Milano, il New Age di Roncade, Treviso, e il Fillmore di Cortemaggiore, in provincia di Piacenza. Durante l'estate, il tour si è poi spostato nelle piazze di varie città italiane.

## La riedizione del 2012

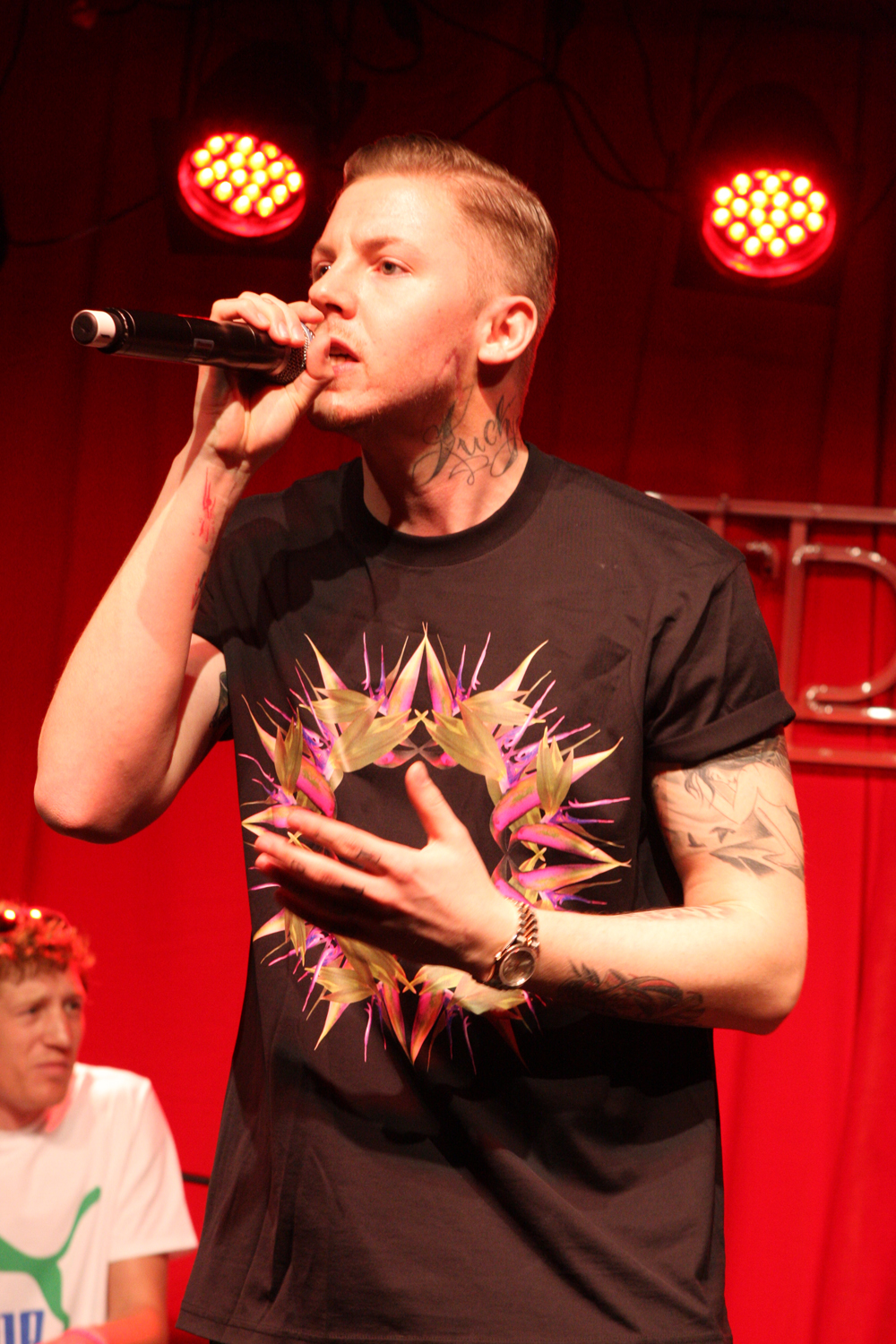
Il rapper inglese Professor Green collabora con Dolcenera nel brano Read All About It (Tutto quello che devi sapere), incluso in Evoluzione della specie².

Una nuova edizione dell'album è stata pubblicata il 15 febbraio 2012, a seguito della partecipazione di Dolcenera al 62º Festival di Sanremo. La cantante, per la quarta volta in gara al Festival, ha presentato il brano Ci vediamo a casa, approdando alla serata finale e classificandosi al sesto posto nella graduatoria della sezione "Artisti".
Il brano è stato così pubblicato come singolo di lancio della nuova versione del disco, intitolata Evoluzione della specie², che comprende altri due brani inediti, Sarà un giorno bellissimo e Un sogno di libertà, oltre al singolo Read All About It (Tutto quello che devi sapere), realizzato in duetto con il rapper inglese Professor Green e pubblicato nel dicembre 2011.
Le nuove canzoni del disco riprendono il tema dell'incertezza per il futuro e del senso di precariato. In particolare, Ci vediamo a casa racconta una storia d'amore contestualizzata nella crisi economica mondiale iniziata nei primi mesi del 2008, descrivendo le difficoltà di una coppia nel trovare una casa, usata anche come simbolo per rappresentare la costruzione di una vita insieme.
Un sogno di libertà, pubblicato come singolo nel maggio 2012, è invece una ballata scritta prendendo spunto dalla profezia Maya sulla fine del mondo, che sarebbe destinata ad avvenire il 21 dicembre 2012. La canzone affronta il tema con ironia, trasformandolo in un invito a cogliere i momenti di felicità, dando un senso alla propria vita e riconquistando l'amore.

## Tracce

### Evoluzione della specie
CD (EAN 5099908222824)
1. Il sole di domenica – 3:43 (Dolcenera, Alessandro Finazzo)
2. Evoluzione della specie "uomo" – 2:52 (Dolcenera)
3. Viva – 3:38 (Dolcenera)
4. L'amore è un gioco – 4:07 (Dolcenera, Francesco Sighieri)
5. Nel regime delle belle apparenze – 3:34 (Dolcenera)
6. A un passo dalla felicità – 3:34 (Dolcenera)
7. Nel cuore e nella mente – 4:05 (Dolcenera, Saverio Lanza)
8. Il tempo di pretendere – 5:31 (Dolcenera, Luca Monti)
9. La preghiera di Virginia – 3:49 (Dolcenera, Francesco Rapetti Mogol)
10. I colori dell'arcobaleno – 3:28 (Dolcenera)
11. Dagli occhi di una donna – 3:19 (Dolcenera, Stefano Brandoni)

Durata totale: 41:40
Traccia bonus (iTunes)
1. Come un'aquila – 3:19 (Dolcenera)

### Evoluzione della specie²
CD (EAN 5099955989121)
1. Il sole di domenica – 3:42 (Dolcenera, Alessandro Finazzo)
2. Evoluzione della specie "uomo" – 2:52 (Dolcenera)
3. Ci vediamo a casa – 3:59 (Dolcenera)
4. L'amore è un gioco – 4:08 (Dolcenera, Francesco Sighieri)
5. A un passo dalla felicità – 3:35 (Dolcenera)
6. Nel regime delle belle apparenze – 3:35 (Dolcenera)
7. Un sogno di libertà – 3:28 (Dolcenera, Saverio Lanza)
8. Read All About It (Tutto quello che devi sapere) (feat. Professor Green) – 3:56 (Stephen Manderson, Iain James, Tom Barnes, Ben Kohn, Pete Kelleher, Dolcenera)
9. La preghiera di Virginia – 3:48 (Dolcenera, Francesco Rapetti)
10. Viva – 3:39 (Dolcenera)
11. Sarà un giorno bellissimo – 4:02 (Dolcenera)
12. I colori dell'arcobaleno – 3:26 (Dolcenera)
13. Nel cuore e nella mente – 4:08 (Dolcenera, Saverio Lanza)
14. Il tempo di pretendere – 5:32 (Dolcenera, Luca Monti)
15. Dagli occhi di una donna – 3:19 (Dolcenera, Stefano Brandoni)

Traccia bonus (iTunes)
1. Come un'aquila – 3:18 (Dolcenera)

## Classifiche

### Posizioni massime
| Classifica (2011) | Posizione massima |
| ----------------- | ----------------- |
| Italia            | 15                |

## Musicisti e produttori

### Musicisti
Tutti i brani tranne Read All About It (Tutto quello che devi sapere)
- Dolcenera - voce, pianoforte, sintetizzatore, Minimoog, theremin
- Roberto Gualdi - batteria, percussioni
- Roberto Vernetti - programmazione
- Antonio Petruzzelli - basso
- Francesco Sighieri - chitarra elettrica
- Mattia Tedesco - chitarra elettrica (nei brani Ci vediamo a casa, Un sogno di libertà e Sarà un giorno bellissimo)
- Stefano Brandoni - chitarra elettrica, chitarra classica, mandolino, banjo, ukulele
- Finaz - chitarra elettrica (nel brano Il sole di domenica)

Read All About It (Tutto quello che devi sapere)
- Dolcenera - voce
- The Heritage Orchestra - archi
- iSHi - tastiera, basso
- Pete Kelleher - tastiera, basso
- Ben Kohn - chitarra
- Chris Shooroi - chitarra
- Professor Green - voce

### Produttori e staff tecnico
- Il sole di domenica, Viva, L'amore è un gioco, A un passo dalla felicità, Nel cuore e nella mente, Il tempo di pretendere e I colori dell'arcobaleno
  - Produzione artistica di Roberto Vernetti e Dolcenera
  - Registrati da Cristian Milani e Roberto Vernetti nello studio Jungle Sound Station di Milano
  - Mixati da Roberto Vernetti nel SOLO Studio di Vercelli
  - Assistenti di studio: Matteo Maddalena, Davide Lasala, Christopher Ghidoni
  - Masterizzati da Mike Marsh
- Evoluzione della specie "uomo", Nel regime delle belle apparenze, La preghiera di Virginia, Dagli occhi di una donna
  - Produzione artistica di Dolcenera
  - Registrati e mixati da Alex Trecarichi negli studi Jungle Sound Station di Milano
  - Programmazione di Alex Trecarichi
  - Assistenti di studio: Matteo Maddalena, Davide Lasala, Francesco Ambrosini
  - Masterizzati da Mike Marsh
- Ci vediamo a casa
  - Produzione artistica di Dolcenera
  - Arrangiamento archi di Fabio Gurian
  - Registrato da Cristian Milani e Alessandro Malgioglio negli studi Alairpark Studios di Cernusco sul Naviglio (Milano)
  - Mixato da Roberto Vernetti nel SOLO Studio di Vercelli
  - Programming di Michele Clivati e Roberto Vernetti
  - Assistente di studio: Davide Nossa
- Un sogno di libertà e Sarà un giorno bellissimo
  - Produzione artistica di Roberto Vernetti e Dolcenera
  - Arrangiamenti di Dolcenera e, nel brano Un sogno di libertà, Saverio Lanza.
  - Registrati da Cristian Milani nel SOLO Studio di Vercelli
  - Missati da Roberto Vernetti nel SOLO Studio di Vercelli
  - Programming di Michele Clivati e Roberto Vernetti
- Read All About It (Tutto quello che devi sapere)
  - Produzione di TMS e iSHi
  - Missato da Ken 'DURO' Ifill
  - Assistente al missaggio: Adrien 'Chocolate' Crapanzano
  - Registrazione, produzione vocale e missaggio di Alex 'Cores' Hayes
  - Voce di Dolcenera registrata da Roberto Vernetti con Cristian Milani
  - Arrangiamento degli archi di Jules Buckley
  - Programming di Tom Barnes e iSHi
  - Mastering di Chris Athens allo studio Sterling Sound